# John Peters Humphrey
John Peters Humphrey (né le 30 avril 1905 à Hampton au Nouveau-Brunswick et mort le 14 mars 1995) est un avocat canadien.
Il a été directeur fondateur de la Division des droits de l'homme de l'Organisation des Nations unies de 1946 à 1966 et président fondateur d'Amnesty International (Canada).
Il est essentiellement connu pour avoir été le rédacteur de la première version de la Déclaration universelle des droits de l'homme.
Il a aussi été professeur de droit et de sciences politiques de 1966 à 1982 à l'Université McGill, à l'Université de Toronto et à l'Université Western

## Distinctions
- 1988 - Prix des droits de l'homme des Nations unies pour sa contribution à la promotion des droits humains
- 1992 - Membre de l'Académie des Grands Montréalais
- 1974 - Officier de l'Ordre du Canada
- 1985 - Officier de l'Ordre national du Québec